# 6300 Hosamu
6300 Hosamu è un asteroide della fascia principale. Scoperto nel 1988, presenta un'orbita caratterizzata da un semiasse maggiore pari a 3,2645822 au e da un'eccentricità di 0,1159924, inclinata di 1,84999° rispetto all'eclittica.
L'asteroide è dedicato all'astronomo amatoriale giapponese Osamu Hioki.